# Križevci (Kroatien)
Križevci [ˈkriːʒɛʋtsi] (deutsch Kreutz/Kreuz, ungarisch Kőrös) ist eine nordöstlich von Zagreb gelegene kroatische Stadt. Administrativ gehört die 21.122 Einwohner (2011) zählende Stadt zur Gespanschaft Koprivnica-Križevci.

## Geschichte
Das heutige Križevci entwickelte sich während des Mittelalters in zwei voneinander unabhängigen städtischen Siedlungen: Gornji Križevački grad (lat. Superior civitas Crisiensis) und Donji Križevački grad (lat. Inferior civitas Crisisensis).
Die Oberstadt wurde 1193 unter König Bela III. erstmals erwähnt und erhielt 1252 von Bela IV. die Rechte einer königlichen Freistadt. Die Unterstadt bekam diesen Status 1405 von König Sigismund verliehen. Bereits im 16. Jahrhundert hatte die jüngere Unterstadt das obere Križevci an Größe und Bevölkerungszahl überflügelt.
Am 27. Februar 1397 fand die so genannte „Blutige Versammlung von Križevci“ statt. Stjepan II. Lacković, der Ban von Kroatien wurde mit seinen Anhängern von den Unterstützern des Sigismund von Luxemburg getötet.
Der kroatisch-ungarische König Matthias Corvinus schenkte 1469 Vladislav Hercegović Kosača die Festungen großer und kleiner Kalnik (Veliki i Mali Kalnik) bei Križevac.
In den Türkenkriegen des späten 16. und des 17. Jahrhunderts wurde mehrfach erbittert um die Stadt gekämpft. Križevci war der Geburtsort des katholischen Märtyrers Marko von Križevci, der 1619 von den Calvinisten im slowakischen Košice ermordet wurde und bald darauf kanonisiert wurde. Sein Gedenktag wird in der Stadt immer am 7. September feierlich begangen.
Kaiserin Maria Theresia legte 1752 Ober- und Unterstadt zu einer Kommune zusammen. Seitdem führt Križevci seinen modernen Namen mit der Pluralendung (Sing. Križevec). 1871 bekam der Ort einen Eisenbahnanschluss. Die wichtige Strecke von Budapest nach Rijeka führt durch Križevci. In unmittelbarer Nähe befand sich im Zweiten Weltkrieg das KZ Gornja Rijeka.

## Kirchen
In Križevci gibt es acht größere Kirchen aus dem Mittelalter und der Barockzeit. Eine davon ist die Griechisch-Katholische Kathedrale der Heiligsten Dreieinigkeit. Es handelt sich dabei um eine alte Franziskanerkirche, die nach der Errichtung der Eparchie Križevci für die byzantinische Liturgie der griechisch-katholischen Christen im 18. Jahrhundert umgestaltet worden ist und auch danach noch öfter umgebaut wurde. Unter anderen haben die Zagreber Architekten Bartol Felbinger und Hermann Bollé daran gebaut. Die Bilder der Ikonostase und im Kirchenraum sind Werke von Ivan Tišov, Celestin Mato Medović und Bela Čikoš-Sesija.

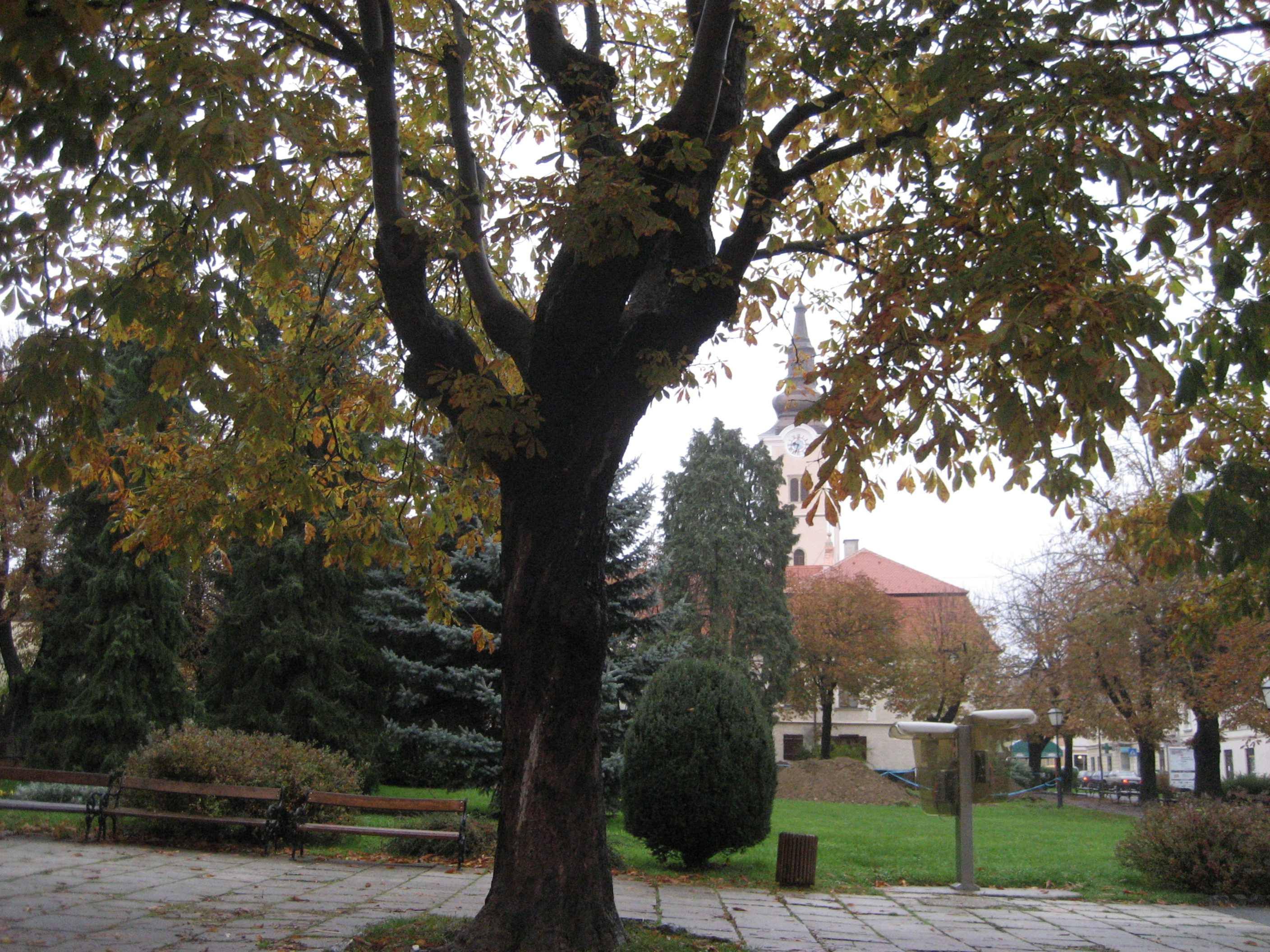
Stadtpark von Križevci
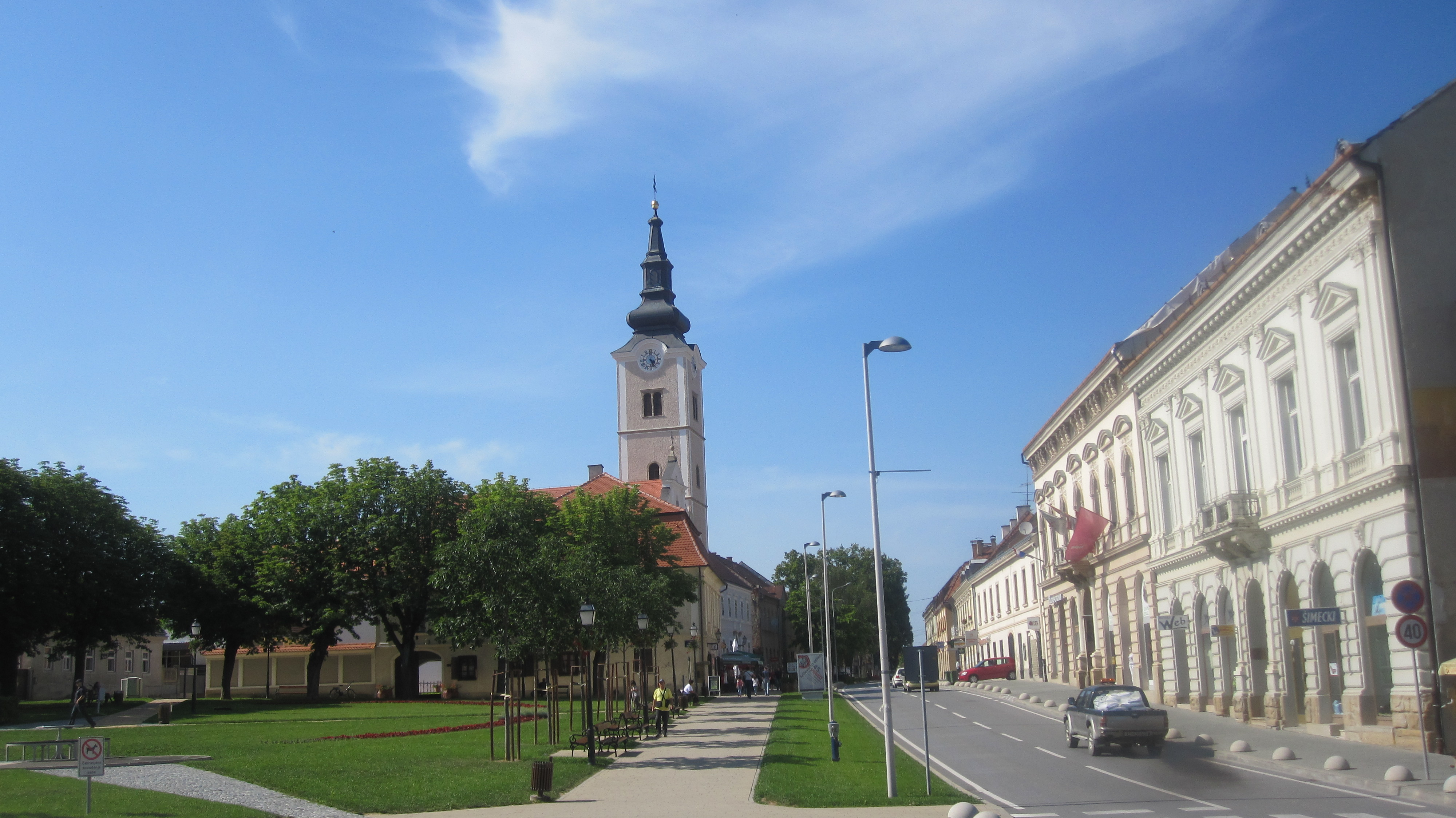
Kirche St. Anna im Stadtzentrum
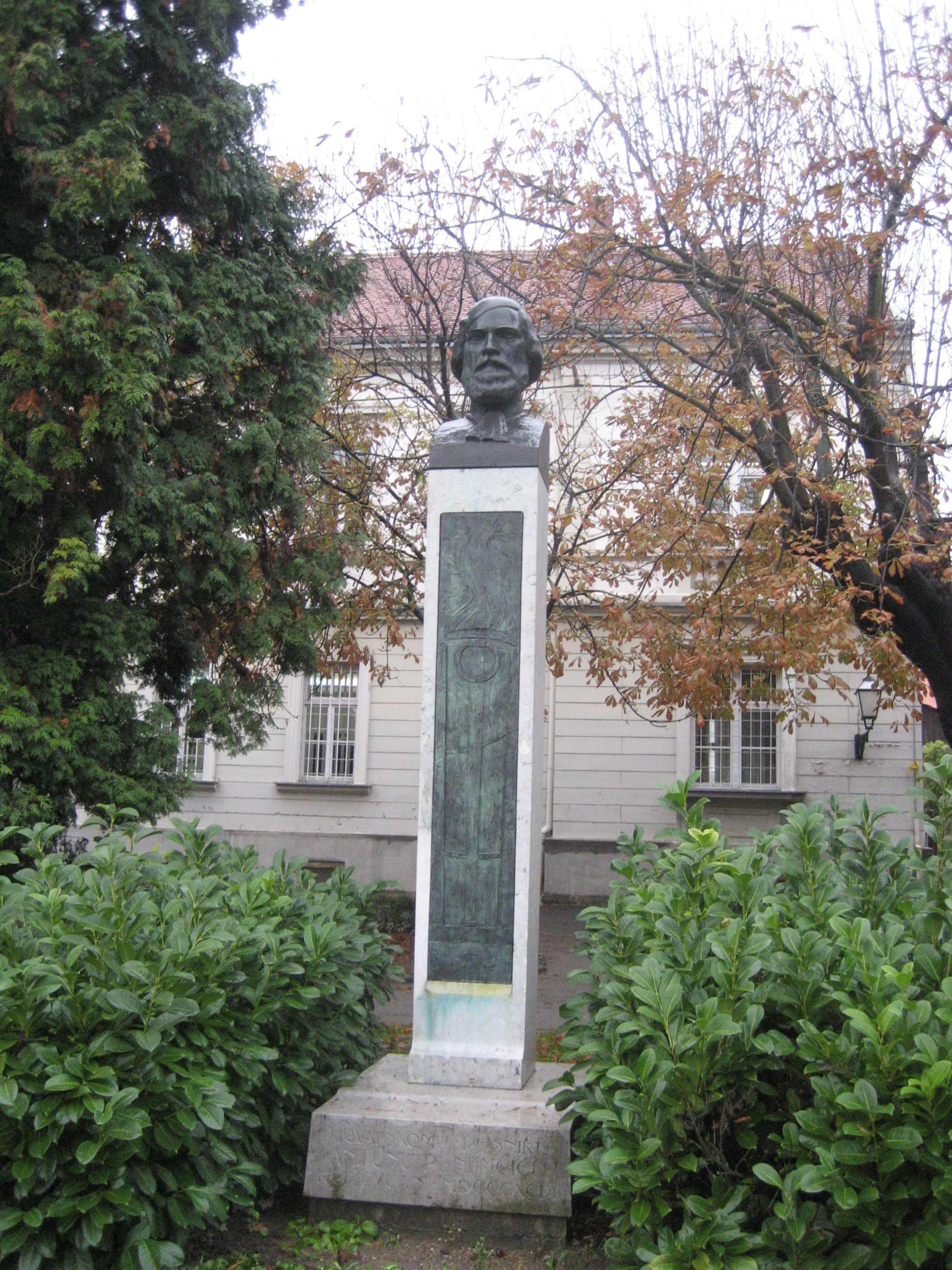
Denkmal für Antun Nemčić im Stadtzentrum
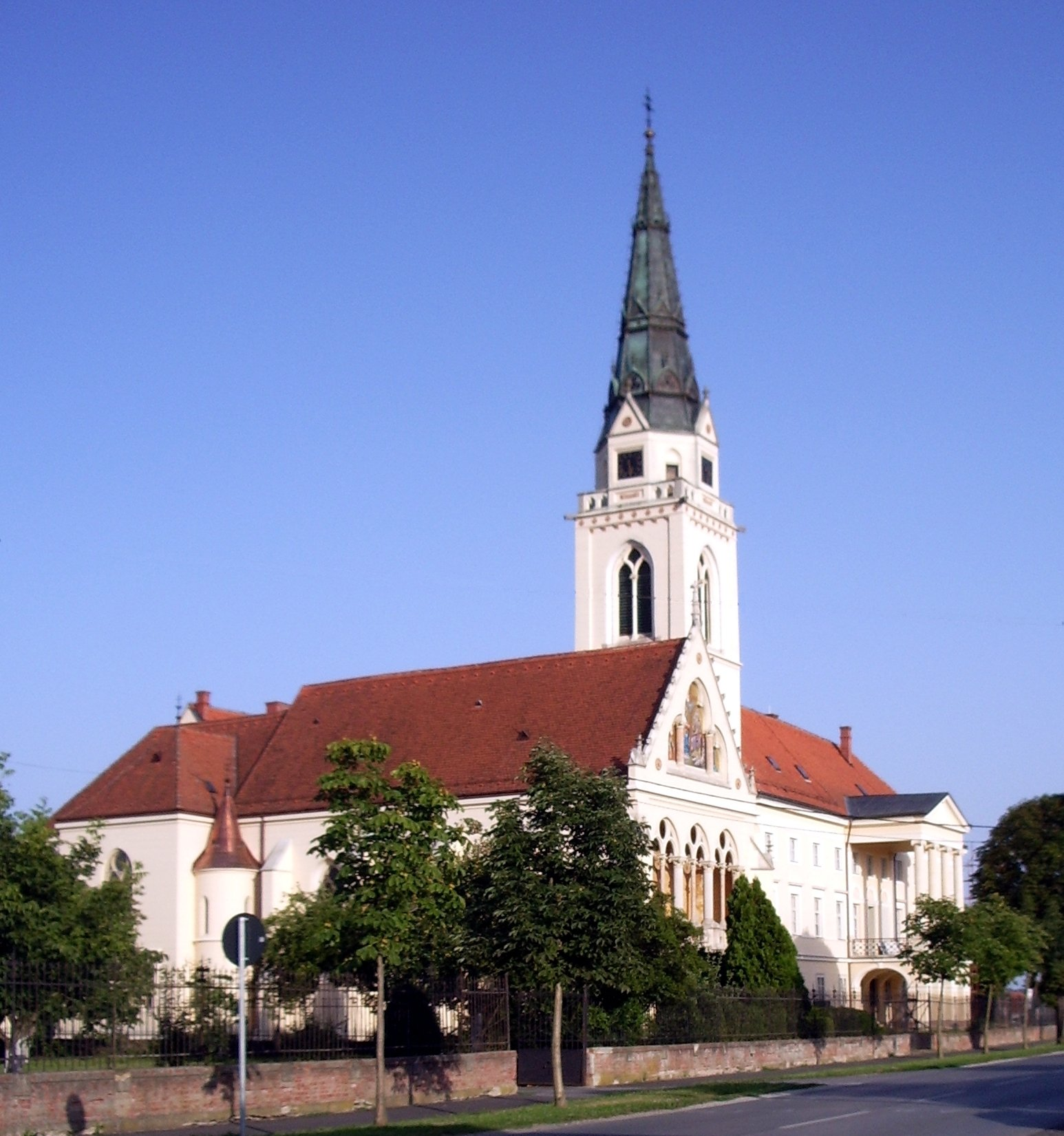
Kathedrale von Križevci

## Städtepartnerschaften
Partnerstädte oder -gemeinden von Križevci sind:
- Pag, Kroatien
- Opština Kočani, Nordmazedonien
- Čitluk, Bosnien und Herzegowina
- Nagyatád, Ungarn
- Reana del Rojale, Italien
- Novska, Kroatien
- Slovenske Konjice, Slowenien

## Persönlichkeiten

### Söhne und Töchter der Stadt
- Johann Vitez (1408–1472), Bischof von Großwardein und Erzbischof von Gran
- Marko von Križevci (1589–1619), Heiliger und Priester
- Drago Grdenić (1919–2018), Chemiker und Akademiker
- Dubravko Detoni (* 1937), Komponist, Pianist und Autor
- Zoran Drvenkar (* 1967), Schriftsteller
- Vanessa Radman (* 1974), Schauspielerin
- Leonarda Balog (* 1993), Fußballspielerin

### Persönlichkeiten, die vor Ort gewirkt haben
- Marko Badovinac (1771–1851), griechisch-katholischer Geistlicher und Bildhauer

## Nachweise
1. ↑  Kosača, Vladislav Hercegović | Hrvatska enciklopedija. Abgerufen am 1. Januar 2018.
2. ↑  Website der Stadt, abgerufen am 6. Mai 2017.